# 大拉科韋齊
48°16′15″N 23°8′40″E / 48.27083°N 23.14444°E
大拉科韋齊（烏克蘭語：Великий Раковець）是烏克蘭西部的村莊，隸屬外喀爾巴阡州的胡斯特區。該村始建於1340年，面積34.17平方公里，海拔高度176米，2001年人口4,545，人口密度每平方公里130人。